# Silvio Bertoldi
Silvio Bertoldi (Verona, 18 luglio 1920 – Milano, 12 gennaio 2018) è stato un giornalista e saggista italiano.

## Biografia
Nato a Verona nel 1920, laureato in Lettere presso l'Università di Padova, Silvio Bertoldi lavorò inizialmente al quotidiano L'Arena di Verona diventandone capocronista, quindi si trasferì a Milano chiamato da Emilio Radius: fu inviato di Oggi, diresse poi i settimanali Epoca e La Domenica del Corriere e ha collaborato per decenni con il Corriere della Sera.
Alla passione per il giornalismo abbinò quella per la storia, dedicandosi ben presto a una copiosa e fertile produzione di saggi storici, in gran parte incentrati sul ventesimo secolo al punto da essere considerato tra i maggiori divulgatori del novecento. Un compito svolto con professionalità, dalla lunga intervista (raccolta in 10 audiocassette) che gli concesse Dino Grandi, il protagonista del 25 luglio 1943, sulle vicende che portarono alla fine del fascismo, all'incarico che gli affidò Angelo Rizzoli, l'editore, di verificare nel 1967 a Londra l'autenticità di alcuni diari attribuiti a Mussolini: Bertoldi si fece accompagnare da Giorgio Pini, che aveva una pagina di diario autentico, riuscendo a smascherare il falso.
Pubblicò oltre una quarantina di volumi dedicati alla seconda guerra mondiale, al fascismo, alla guerra civile. Numerose le biografie di protagonisti della storia italiana ed europea, quali Pietro Badoglio, Vittorio Emanuele III, Umberto II, altri membri della dinastia Savoia e di Adolf Hitler.
Nel 1967 vinse il Premio Saint-Vincent per il giornalismo.
Morì a 97 anni, nel gennaio 2018, nella sua casa di Milano in via Anelli.

## Opere
- La guerra parallela. 8 settembre 1943 - 25 aprile 1945, Sugar, Milano, 1963.
- I tedeschi in Italia, Rizzoli, Milano, 1964.
- Mussolini tale e quale. Ritratto fedele di un uomo che non conoscete, Collana La fronda n.61, Longanesi, Milano, 1965.
- Umberto, Collana Gente famosa: Chi è, Longanesi, Milano, 1966; Umberto, da Mussolini alla Repubblica storia dell'ultimo re d'Italia, Bompiani, Milano, 1983.
- Badoglio. Un Amleto italiano, Serie I contemporanei, Della Volpe Editore, Milano, 1967; Badoglio. Il generale che prese il posto di Mussolini, Collana Biografie, Rizzoli, Milano, 1982.
- Un altro sapore (romanzo), Palazzi Editore, Milano, 1968.
- Vittorio Emanuele III, Collana La vita sociale della nuova Italia n.17, UTET, Torino, 1970.
- I nuovi italiani (dalla Seconda Guerra Mondiale agli anni Settanta, nuovi fenomeni e contestazione giovanile), Rizzoli, Milano, 1972.
- Salò. Vita e morte della Repubblica sociale italiana, Collana Storica, Rizzoli, Milano, 1976.
- Rommel, Istituto geografico De Agostini, Novara, 1976.
- Ieri. Storia per immagini del dopoguerra italiano, 4 voll., Compagnia Generale Editoriale, Milano, 1979.
- Il giorno delle baionette. E noi come eravamo il primo giorno di guerra?, (ossia il 10 giugno 1940), Rizzoli, Milano, 1980.
- La Repubblica di Salò. Storia documenti immagini, 4 voll., Compagnia Generale Editoriale, Milano, 1980-1981.
- A futura memoria. Piccolo Pantheon di italiani sicuramente rispettabili, Rizzoli, Milano, 1981.
- I Savoia. Ascesa e caduta di una dinastia, 7 voll., Fabbri, Milano, 1983-1984.
- Contro Salò: vita e morte del Regno del Sud, Bompiani, Milano, 1983.
- Miles. Le grandi battaglie che hanno fatto la storia, 8 voll., Fabbri, Milano, 1985.

I, Dalla Grecia a Roma
II, Principi e cavalieri
III, I secoli di ferro
IV, Lampi sul mare
V, L'epopea napoleonica
VI, Sangue sull'Europa
VII, In marcia su Berlino
VIII, Continua il dramma
- Vincitori e vinti. Storia del 1945 e degli avvenimenti che decisero il nostro futuro, Bompiani, Milano, 1985.
- Aosta. Gli altri Savoia. Storia di parenti rivali, Collana Controluce italiani, Rizzoli, Milano, 1987, ISBN 88-17-53092-1.
- La chiamavamo Patria. Storia di una generazione e di due Italie 1936-1968, Rizzoli, Milano, 1989. ISBN 88-17-85323-2.
- Hitler, la sua battaglia. Un grande politico. Un grande stratega. Un grande criminale, Rizzoli, Milano, 1990. ISBN 88-17-84042-4.
- Anni in grigioverde. Vita degli italiani in divisa, 1940-1943, Rizzoli, Milano, 1991, ISBN 88-17-84115-3.
- L'ultimo re l'ultima regina. Umberto e Maria José di Savoia: la fine della monarchia, Rizzoli, Milano, 1992, ISBN 88-17-84197-8; Milano, Fabbri, 2001.
- Dopoguerra. Da Piazzale Loreto a "La dolce vita": quando la cronaca diventa storia, Rizzoli, Milano, 1993, ISBN 88-17-84263-X.
- I tedeschi in Italia. Album di una occupazione, 1943-1945, a cura di Silvio Bertoldi, Rizzoli, Milano, 1994, ISBN 88-17-84309-1.
- Camicia nera. Fatti e misfatti di un ventennio italiano, Rizzoli, Milano, 1994, ISBN 88-17-84352-0.
- Soldati a Salò. L'ultimo esercito di Mussolini, Rizzoli, Milano, 1995, ISBN 88-17-84413-6.
- Savoia. Album dei re d'Italia, a cura di Silvio Bertoldi, Rizzoli, Milano, 1996, ISBN 88-17-84457-8.
- Colpo di Stato. 25 luglio 1943: il ribaltone del fascismo, Rizzoli, Milano, 1996, ISBN 88-17-84484-5.
- Il sangue e gli eroi. Gli uomini e le battaglie che decisero la Seconda Guerra Mondiale, Rizzoli, Milano, 1997, ISBN 88-17-84552-3.
- Apocalisse italiana. Otto settembre 1943: fine di una nazione, Rizzoli, Milano, 1998, ISBN 88-17-85982-6.
- Le signore della svastica. Protagoniste e vittime del Reich di Hitler, Rizzoli, Milano, 1999, ISBN 88-17-86092-1.
- Il re che tentò di fare l'Italia. Vita di Carlo Alberto di Savoia, Rizzoli, Milano, 2000, ISBN 88-17-86481-1.
- Piazzale Loreto, Rizzoli, Milano, 2001, ISBN 88-17-86809-4.
- Il re che fece l'Italia. Vita di Vittorio Emanuele II di Savoia, Rizzoli, Milano, 2002, ISBN 88-17-87062-5.
- Guerra. Italiani in trincea da Caporetto a Salò, Rizzoli, Milano, 2003, ISBN 88-17-99510-X.
- Il re e Margherita. Amore e morte nell'Italia di Casa Savoia, Rizzoli, Milano, 2004, ISBN 88-17-00435-9.
- Come si vince o si perde una guerra mondiale. 1914-1918: le battaglie che hanno deciso il nostro destino (La Marna, Tannenberg, Verdun, Caporetto), Rizzoli, Milano, 2005, ISBN 88-17-00841-9.
- Sangue sul mare. Grandi battaglie navali, Rizzoli, Milano 2006, ISBN 88-17-01292-0.
- Misteri italiani. Dai diari di Mussolini ai delitti di stato, Rizzoli, Milano, 2008, ISBN 978-88-17-02193-7.
- Gli arricchiti all'ombra di Palazzo Venezia, Mursia, Milano, 2009, a cura di F.M. Battaglia e B. Benvenuto, ISBN 978-88-425-4338-1.

## Prefazioni
- Giovanni Mosca, Non è ver che sia la morte..., (romanzo), BUR-Rizzoli, Milano, 1980
- Benito Mussolini, La mia vita, trad. Monica Mazzanti, Rizzoli, Milano, 1983
- Rodolfo Siviero, L'Arte e il Nazismo, a cura di Mario Ursino, Cantini, Firenze, 1984
- Eugen Dollmann, Roma nazista: 1937-1943, Collana Saggi, BUR, Milano, 2002, ISBN 88-171-2801-5.